# إنريكي فيلالبا
إنريكي فيلالبا (بالإسبانية: Enrique Villalba)‏ هو لاعب كرة قدم باراغواياني في مركز مهاجم ‏، ولد في 2 يناير 1955 في باراغواي. شارك مع منتخب باراغواي لكرة القدم. أما مع النوادي، فقد لعب مع أوليمبيا أسونسيون ورويال أندرلخت وريفر بليت وسيرو بورتينيو ونادي تيكوس ونادي ميلوناريوس.

## وصلات خارجية
- إنريكي فيلالبا على موقع ناشيونال فوتبول تيمز (الإنجليزية)
- إنريكي فيلالبا على موقع عالم كرة القدم.نت (الإنجليزية)